# NGC 2672
NGC 2672 é uma galáxia elíptica (E1) localizada na direcção da constelação de Cancer. Possui uma declinação de +19° 04' 28" e uma ascensão recta de 8 horas, 49 minutos e 21,8 segundos.
A galáxia NGC 2672 foi descoberta em 21 de Março de 1784 por William Herschel.